# Rivière Noire (vattendrag i Kanada, Québec, lat 46,07, long -72,13)
Rivière Noire är ett vattendrag i Kanada.   Det ligger i provinsen Québec, i den sydöstra delen av landet, 280 km öster om huvudstaden Ottawa.
Omgivningarna runt Rivière Noire är en mosaik av jordbruksmark och naturlig växtlighet. Runt Rivière Noire är det glesbefolkat, med 13 invånare per kvadratkilometer.